# Скотт, Алекс (футболист, 1936)
Александер Силкок Скотт (англ. Alexander Silcock Scott, 22 ноября 1936, Фолкерк, Шотландия — 13 сентября 2001, Фолкерк, Шотландия) — шотландский футболист, игравший на позиции полузащитника. Выступал, в частности, за клуб «Рейнджерс», а также национальную сборную Шотландии.

## Клубная карьера
Во взрослом футболе дебютировал в 1954 году выступлениями за команду клуба «Рейнджерс», причем свой дебют 19-летний игрок отметил хет-триком в ворота команды из его родного города, «Фалкирка». Провёл за «Рейнджерс» восемь сезонов, приняв участие в 216 матчах чемпионата и забил 64 гола. Большинство времени, проведённого в составе «Рейнджерса», был основным игроком команды, в составе которой четыре раза выиграл первенство Шотландии.
С 1963 по 1969 год играл в составе команд клубов «Эвертон» и «Хиберниан».
Завершил профессиональную игровую карьеру в клубе «Фалкирк», за команду которого выступал на протяжении 1969—1972 годов.
По завершении карьеры футболиста, занимался бизнесом. Умер 13 сентября 2001 года на 65-м году жизни в городе Фолкерк.

## Выступления за сборную
В 1957 году дебютировал в официальных матчах в составе национальной сборной Шотландии. В течение карьеры в национальной команде, которая длилась 10 лет, провёл в форме главной команды страны 16 матчей и забил 5 голов.
В составе сборной был участником чемпионата мира 1958 года в Швеции.